# 少女少年学級団
『少女少年学級団』（しょうじょしょうねんがっきゅうだん）は、藤村真理による日本の漫画作品。
『別冊マーガレット』（集英社）2007年11月号から連載開始。2011年9月号より長期休載に入っていたが、『ザ マーガレット』（集英社）2018年2月号より連載を再開、2018年6月号まで連載された。単行本全9巻。

## あらすじ
野球が大好きなボーイッシュな女の子・遥が転校してきたのは、男女の仲が異様に悪いクラスだった。
野球に夢中な子、先生に恋をする子、おしゃれが大好きな子……、色々な子がいる中で、遥も初めて「恋」を知る。遥が好きになったのは、野球チームのライバル・渡の兄で高校生の健だった。少女と少年たちの成長を描く。

## 登場人物

### 主要人物
中谷 遥（なかたに はるか）
主人公。野球が大好きな女子。よく男だと勘違いされるが、あまり気にしない。ポジションはピッチャー。父親の仕事の都合で若草第一小学校に転校してくる。少年野球チームのリトルキャッツに入る。女だというだけで叶えられないことがたくさんある現状に苛立つが、健に励まされ、プロ野球選手になる夢を諦めないと決意する。健のことが好き。恋愛関係には非常に疎い。健と美咲が仲良くなった時、嫉妬しないために一寛と一回付き合うが、それが原因でクラスの女子にいじめを受け、一寛と別れる。
田辺 渡（たなべ わたる）
遥の5年生の時のクラスメイトでリトルキャッツのチームメイト。遥と同じ団地に住んでいる。遥が来るまでは、リトルキャッツのエースピッチャーだった。左利き。身長は遥より低い。兄の健は小さいころからヒーローのような存在。大の虫嫌い。遥をライバル視しているが、数々の出来事を通じて彼女のことを好きになりつつある。そのため、遥にキスをしたことがある。
田辺 健（たなべ けん）
渡の兄。高校2年生。1年生にして甲子園出場を果たした高校球児だが、肩の怪我が原因で野球を止め、すさんでいた時期もあった。両親が共働きで、小さいころから渡の世話を任され、猫かわいがりしていた。実は渡が虫嫌いになった原因を作った。リトルキャッツのOBでもあり、皆から「健兄（けんにい）」と慕われている。

### 遥の友人・知人たち
山野 一寛（やまの かずひろ）
遥のクラスメイト。遥からは「カズ」と呼ばれている。優しい性格。遥と同じ団地に住んでいる。リトルキャッツのキャプテン。ポジションはキャッチャー。5人兄妹の長男で妹が4人いるため、非常に面倒見が良い。野球を続けるのが夢だが、妹が4人という現状を考え、中学を卒業したら自立しようと思っている。遥のことが好き。
三木 勇馬（みき ゆうま）
遥の幼馴染。遥が転校する前、遥とバッテリーを組んでいた。東京に引っ越してきて遥と再会。リトルリーグへ入るために東京の祖父の元へ引っ越して来たと言っていたが、本当は父親が母親に暴力をふるっていて、祖父母にあずけられた。遥とは違う小学校（若草第五小学校）。顔立ちが良くモテる。健と凛を近づけようと策略を考える。遥のことが好き。
小玉 小絵（こだま さえ）
遥と同じ団地に住んでいる。担任の江島のことが好き。大人っぽい性格。母親は元エステティシャン。
池口 萌香（いけぐち もか）
遥と同じ団地に住んでいる。両親は離婚しており、姉と母との3人家族。読者モデルをしていて、いつもおしゃれに気を遣っている。前に姉との関係に悩んでいたが、今では仲良くなった。

### その他
江島（えしま）
遥のクラスの担任。萌香の母親と付き合っていたが、保健医の佐海先生と結婚した。
中谷 忍（なかたに しのぶ）
遥の姉。高校生。健と同じ高校に通い、萌香の姉・美咲とはクラスメイト。妹思いの優しい性格。
池口 美咲（いけぐち みさき）
萌香の姉。忍のクラスメイト。男に現を抜かす母親のような人間になりたくなくて、ファッションに気を使う萌香にも厳しく接していたが、遥や萌香に真っ直ぐな思いをぶつけられ、変身する。健のことが好き。
波月 凛（はづき りん）
健の中学の同級生。小学生のころは野球に夢中でリトルリーグに入っていたが、中学に入りやめてしまった。リトルキャッツの試合会場で遥と知り合い、様々な面で励ます。健のことが好きで、中学の卒業式の日に渡を介して手紙を出すが、渡が健に渡し忘れたため、想いを伝えることができないまま振られたと思い込んでいる。遥の試合会場で健と再会する。
花帆（かほ）
凛の友達。健たちと合コンをして健を好きになったことがある。
ヒロシ
健の友達。遥と初めて会った時、男の子だと思っていた。

## 書誌情報
- 藤村真理 『少女少年学級団』 集英社 〈マーガレットコミックス〉、全9巻
  1. 2008年04月25日発売[3]、『別冊マーガレット』2007年11月号 - 2008年2月号、ISBN 978-4-08-846288-2
    - 田辺兄弟 《夏の思い出》（描き下ろし）

  2. 2008年10月24日発売[4]、『別冊マーガレット』2008年6月号 - 9月号、ISBN 978-4-08-846347-6
    - 田辺兄弟 《キスのその後に》（描き下ろし）

  3. 2009年08月25日発売[5]、『別冊マーガレット』2009年3月号 - 6月号、ISBN 978-4-08-846435-0
  4. 2009年12月25日発売[6]、『別冊マーガレット』2009年7月号 - 10月号、ISBN 978-4-08-846478-7
    - 少女少年学級団 番外編[7][8]（『デラックスマーガレット』2009年11月号）
    - 田辺兄弟 《健兄の苦悩》（描き下ろし）

  5. 2010年03月25日発売[9]、『別冊マーガレット』2009年11月号 - 2010年2月号、ISBN 978-4-08-846506-7
    - 少女少年学級団 番外編[10]（『デラックスマーガレット』2009年1月号）

  6. 2010年07月23日発売[11]、ISBN 978-4-08-846552-4
  7. 2011年04月25日発売[12]、『別冊マーガレット』2010年8月号、2010年11月号 - 2011年2月号、ISBN 978-4-08-846648-4
  8. 2018年07月25日発売[13][2]、『別冊マーガレット』2011年6月号 - 8月号、ISBN 978-4-08-844077-4
    - 少女少年学級団 番外編（『別冊マーガレット』2011年3月号 - 4月号）
    - きょうは会社休みます。 番外編（『Cocohana』2017年5月号）

  9. 2018年07月25日発売[14][2]、『ザ マーガレット』2018年2月号[1] - 2018年6月号[2]、ISBN 978-4-08-844078-1